# Colobothea dispersa
Colobothea dispersa là một loài bọ cánh cứng trong họ Cerambycidae.